# Средице Горње
Средице Горње су насељено место у саставу општине Капела, Бјеловарско-билогорска жупанија, Република Хрватска.

## Историја
Почетком 20. века место Средице Горње је било село - православна парохија којој су припадала као филијале околна села: Капела, Клоштар Паулин, Мости Доњи, Мучна Мала, Повелић, Пољанчани и Худовљани.
Политичка општина је тада у Капели, а црквена у месту. Од укупно 1190 домова њих 173 су српски, а од 6103 становника на Србе православце отпада 911 или 15%.
Председник црквене општине 1905. године био је Никола Раденчевић а перовођа Милисав Радашевић. У месту су српска православна црква и комунална школа. Православна црква посвећена Св. Николи подигнута је 1846. године. Православна парохија је најниже 6. класе, са парохијским домом и земљишном сесијом, те српским православним гробљем. Православно парохијско звање је основано 1777. године а матрикуле су заведене следеће 1778. године. Парох је 1905. године био поп Теодор Иванчевић.
Месна комунална школа има једно здање изграђено 1895. године. Учитељ Душан Витојевић има 80 ученика у редовној настави и још 23 у пофторној.
До територијалне реорганизације у Хрватској, налазиле су се у саставу старе општине Бјеловар.

## Становништво
На попису становништва 2011. године, Средице Горње су имале 159 становника.

## Попис 1991.
На попису становништва 1991. године, насељено место Средице Горње је имало 255 становника, следећег националног састава:
| Попис 1991.‍  | Попис 1991.‍  | Попис 1991.‍ | Попис 1991.‍ | Попис 1991.‍ |
| ------------ | ------------ | ----------- | ----------- | ----------- |
|              |              |             |             |             |
| Хрвати       | Хрвати       |             | 174         | 68,23%      |
| Срби         | Срби         |             | 62          | 24,31%      |
| Југословени  | Југословени  |             | 12          | 4,70%       |
| неопредељени | неопредељени |             | 6           | 2,35%       |
| непознато    | непознато    |             | 1           | 0,39%       |
| укупно: 255  |              |             |             |             |